# Radom

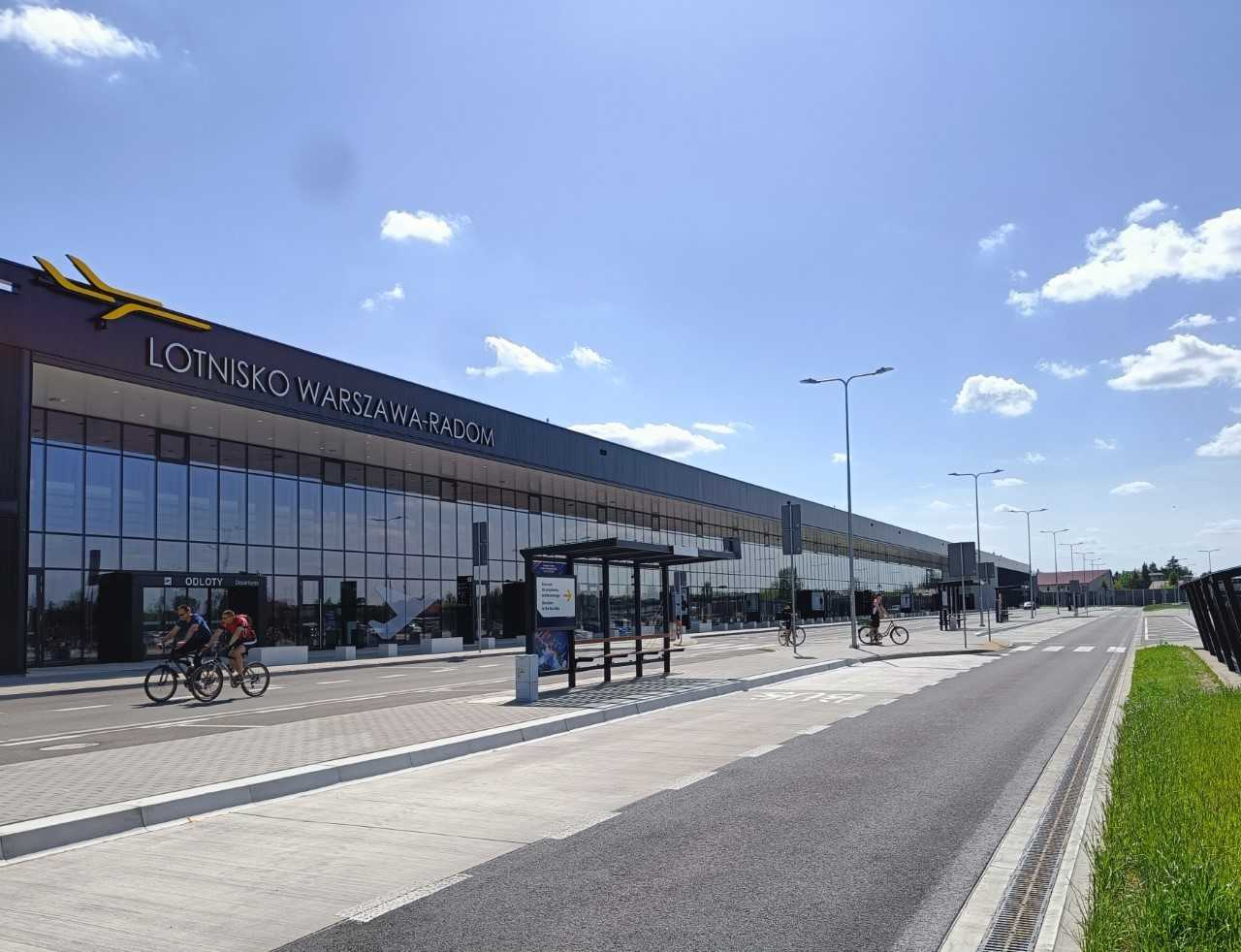
Aeropuerto de Varsovia-Radom

Radom [ˈradɔm]ⓘ es una ciudad de 227 309 habitantes situada a las orillas del río Mleczna en el centro-este de Polonia, 100 km al sur de Varsovia. Pertenece al voivodato de Mazovia desde 1999 y anteriormente había sido la capital del voivodato de Radom desde 1975 hasta 1998. El aeropuerto polaco más moderno se encuentra en Radom (Aeropuerto de Varsovia-Radom).

## Deporte
El Radomiak Radom fue campeón de la Segunda División de Polonia y competirá[¿cuándo?] en la Ekstraklasa.